# États fédérés de Micronésie aux Jeux olympiques d'été de 2020
Les États fédérés de Micronésie participent aux Jeux olympiques de 2020 à Tokyo au Japon. Il s'agit de sa 6e participation à des Jeux d'été.

## Athlètes engagés
| Sport      | Hommes | Femmes | Total |
| ---------- | ------ | ------ | ----- |
| Athlétisme | 1      | 0      | 1     |
| Natation   | 1      | 1      | 2     |
| Total      | 2      | 1      | 3     |

## Résultats

### Athlétisme
Les États fédérés de Micronésie bénéficient d'une place attribuée au nom de l'universalité des Jeux. Scott James Fiti dispute le 100 mètres masculin.
| Athlète    | Épreuve        | Tour préliminaire | Tour préliminaire | 1er tour | 1er tour | Demi-finale | Demi-finale | Finale  | Finale  |
| Athlète    | Épreuve        | Temps             | Rang              | Temps    | Rang     | Temps       | Rang        | Temps   | Rang    |
| ---------- | -------------- | ----------------- | ----------------- | -------- | -------- | ----------- | ----------- | ------- | ------- |
| Scott Fiti | 100 m masculin | 11 s 25           | 6e                | Éliminé  | Éliminé  | Éliminé     | Éliminé     | Éliminé | Éliminé |

### Natation
La Micronésie bénéficie de deux places attribuée au nom de l'universalité des Jeux. 
| Athlète        | Épreuve                | Série         | Série | Demi-finale | Demi-finale | Finale   | Finale   |
| Athlète        | Épreuve                | Temps         | Rang  | Temps       | Rang        | Temps    | Rang     |
| -------------- | ---------------------- | ------------- | ----- | ----------- | ----------- | -------- | -------- |
| Tasi Limtiaco  | 200 m 4 nages masculin | 2 min 7 s 69  | 45e   | Éliminé     | Éliminé     | Éliminé  | Éliminé  |
| Taeyanna Adams | 100 m brasse féminin   | 1 min 25 s 36 | 41e   | Éliminée    | Éliminée    | Éliminée | Éliminée |